# Унгени (станція)
Унгени (рум. Gara Ungheni) — вузлова залізнична станція Молдовської залізниці на перетині неелектрифікованих ліній Бєльці — Унгени та Кишинів — Унгени — Ясси (Румунія), яка є частиною залізничного міжнародного транспортного коридору «Гельсінкі (Фінляндія) — Москва — Київ — Кишинів — Бухарест — Димитровград (Болгарія) — Александруполіс (Греція)».

## Історія
Залізнична лінія Кишинів — Корнешть відкрита 1873 року, до Унген залізниця прокладена лише у 1875 році. 20 березня 1877 року відкрито регулярний рух на дільниці Кишинів — Унгени. Станція підпорядковувалася Одеській залізниці. У червні 1878 року ділянку колії Роздільна I — Кишинів — Унгени було передано Південно-Західній залізниці.
|                                            | Минаючи невелику проміжну станцію Корнешти, що лежить за 180 верст від Роздільної, рейковий шлях робить кілька поворотів, обходячи зустрічні височини, і направляється до станції Пирлиця, що знаходиться за 198 верст від Роздільної. За цією станцією полотно залізниці робить поворот на південний захід і майже без всяких відхилень в сторони направляється до річки Прут, де при містечку Унгени, за 212 верст від Роздільної, знаходиться станція Унгени, кінцевий пункт Бессарабської гілки. Містечко Унгени веде значну торгівлю зерновим хлібом, що його сплавляють сюди з верхів'я річки Прут. В Унгенах знаходиться митниця. Взагалі містечко Унгени має значення як прикордонний торговий шлях. Оригінальний текст (рос.) Минуя небольшую промежуточную станцию КОРНЕШТЫ, лежащую в 180 верстах от Раздельной, рельсовый путь делает несколько поворотов, обходя встречающиеся возвышенности, и направляется к станции ПЫРЛИЦА находящейся в 198 верстах от Раздельной. За этой станцией полотно железной дороги делает поворот на юго-запад и почти без всяких уклонений в стороны направляется к реке Прут, где при местечке Унгены, в 212 верстах от Раздельной, находится станция УНГЕНЫ, конечный пункт Бессарабской ветви. Местечко Унгены ведет значительную торговлю зерновым хлебом, сплавляемым сюда с верховья р. Прут; затем здесь находится таможня; вообще местечко Унгены имеет значение как пограничный торговый путь. |
| — Бессарабская железнодорожная ветвь, 1897 | |

Впродовж 1921—1923 років мережа основних ліній Бессарабії колія 1524 мм була перешита на колію 1435 мм, серед них і дільниці Унгени — Окниця та Унгени — Бендери.
2000 року розпочато реконструкцію міжнародного вокзалу на станції Унгени. З 2001 року освоєно перестановку колісних пар вантажних вагонів.

## Пасажирське сполучення
6 листопада 2022 року, о 07:53, прибув поїзд № 351/352 сполученням Київ — Кишинів. Пряме залізничне сполучення між двома столицями було припинено з 2 жовтня 1998 року. Спочатку поїзд курсував тричі на тиждень, а нині курсує через день і прямує через станції Окниця, Могилів-Подільський, Жмеринка, Вінниця,  Козятин I тощо. Маршрут поїзда  міжнародного сполучення має по станції Унгени узгоджену пересадку до станції Ясси (Румунія), від якої курсують автобусні маршрути до міжнародного аеропорту.
| Рух поїздів по станції Унгени |                    |                                                 |
| №                             | Маршрут сполучення | Періодичність курсування                        |
| 105/106                       | Кишинів — Бухарест | Щоденно                                         |
| 351/352                       | Кишинів — Київ     | Через день, призначений з 6 листопада 2022 року |
| 821/822                       | Унгени — Ясси      | Курсує по 5, 6, 7 дням тижня                    |
| 826/825                       | Унгени — Кишинів   | Щоденно                                         |
| 828/827                       | Унгени — Кишинів   | Щоденно                                         |
| 889/890                       | Унгени — Бєльці    | Щоденно                                         |
| 893/894                       | Унгени — Бєльці    | Щоденно                                         |
| Скасовані поїзди              |                    |                                                 |
| 341/342                       | Кишинів — Москва   | Скасований з березня 2020 року                  |

## Цікаві факти
- Унгенський залізничний сталевий міст через річку Прут відкритий 14 березня 1877 року, який експлуатується і понині, був побудований французьким інженером Гюставом Ейфелем[8].
- Приміський вокзал суміщений з автовокзалом (на верхньому рівні).